# Сілістра (еялет)
44°07′00″ пн. ш. 27°16′00″ сх. д. / 44.11666667° пн. ш. 27.26666667° сх. д.
Очаківсько-Сілістрійський ейялет (Озю-Сілістра) — адміністративна одиниця в Османській імперії в Північно-Західному Причорномор'ї 1599—1864 (з 1792 — Сілістрійський ейялет). Займав територію Добруджі, Буджаку, Єдисану (у сучасних Туреччині, Болгарії, Румунії, Молдови та Україні (Одеська, Миколаївська, Херсонська області)).

## Територіальне формування
Сілістрійський санджак створено на основі території Добруджанського князівства, яке було окуповане військами султана Мехмеда I 1396 й остаточно ліквідоване 1420. Входив до Румелійського ейялету. 1484 до нього включено від'єднані від Молдавського князівства після його підкорення військами султана Баязида II Дервіша Кілію та Четата-Альбу (інші назви — Аккерман, Монкастро; нині м. Білгород-Дністровський), наприкінці 15 ст. — лівобережжя Дунаю від впадіння р. Іаломіти до р. Сірет (притока Пруту, басейн Дунаю), 1526 — від Кримського ханату — м. Очаків, 1529 — від Великого князівства Литовського — м. Качукленов (Хаджибей; нині м. Одеса), 1538 — від Молдавського князівства — м. Тягиня (Бендери), у 16 ст. — від Валахії — міста Бабадаг та Єні-Сале.

## Адміністративний поділ
У 1599-му році на основі Сілістрійського, Аккерманського, Очаківського та ін. санджаків створено Очаківсько-Сілістринський еялет. Причиною створення була необхідність військового посилення на прикордонні для захисту від козацьких набігів та забезпечення османського суверенітету над Валахським і Молдавським князівствами. Першим бейлербеєм (губернатором) О.-С.е. був кримський хан. У 17 ст. територію ейялету розширено і він охопив також більшу частину сучасних Болгарії та європейської Туреччини, складався з 11 кадиликів (судових округів) та шести санджаків (районів): Сілістра, Нікополь (нині місто Плевенської області, Болгарія), Доган (нині с. Доганово Софійської області, Болгарія), Бендери-Аккерман (до цього санджаку входили міста: Бендери (нині місто в Молдові), Аккерман, Кілія, Ізмаїл та ін.), Очаків (до цього санджаку входили міста: Очаків, Хаджидерех (нині м. Овідіополь), Хаджибей, Дубоссари (нині місто в Молдові) та ін.), Кілбурун (Кінбурн, зруйноване); пізніше Хаджибей став окремим санджаком. Адміністративними центрами О.-С.е. були Сілістра (ін. назва — Драстар; нині адміністративний центр Сілістринської області в Болгарії) та Очаків (інші назви — Дашев, Озі, Ачі-Кале, Ак-Чакум, Кара-Керман). Деякі джерела вказують, що в середині 17 ст. О.-С.е. було поділено на два ейялети — Очаківський та Сілістрійський. 1864 Сілістрійський ейялет поділено на Дунайський (Туна) та Едірнський вілайєти.

## Економіка
Основою економіки О.-С.е. були: сільськогосподарське виробництво та експорт, а також транзитна торгівля. У О.-С.е. кількаразово створювалися провінційні кодекси — канун-наме.

## Населення й міграції
Основу населення становили кримські й ногайські татари, румуни, молдовани, турки. Були також значні громади греків, вірмен, євреїв, українців, циган. Окрім етнічних татар та іншого татаризованого кочового населення, що проживало на цих землях із 13 ст., 1606 сюди переселилася частина ногайців Кубані та Прикавказзя. 1672 за султанським наказом частину буджацьких татар було виселено на територію Кримського ханату. Кримськотатарське та ногайське населення мало подвійне підпорядкування — бейлербею та наміснику кримського хана. Ногайське населення — Білгородська орда та Єдисанська орда — становили автономні політичні утворення на чолі з мурзами. Після 1774 року (Кючук-Кайнарджійський мирний договір) до ейялету, а саме до дельти Дунаю, емігрувала частина кубанських та інших ногайських, а 1783 та після Кримської війни 1853—1856 у 1856 — кримських татар. Кримські татари побудували нові міста, зокрема Медцидіє (нині м. Меджидіа, Румунія) на руїнах м. Карасу. 1708 до О.-С.е. — у дельту Дунаю — переселилася частина учасників Булавінського повстання 1707—1709 (т. зв. некрасівці). Значні міграції українців до ейялету відбулися після 1775 (після ліквідації Запорозької Січі) та починаючи з 1830-х рр. (із Західної України).
У 17—18 ст. в результаті козацьких набігів та війн із Російською державою, Валахським і Молдавським князівствами, «Священною Римською імперією германської нації», кількаразовою окупацією (1771—74, 1790—91, 1809—10, 1829 та 1853) російськими військами, різким скороченням території відбулися занепад і депопуляція решти ейялету. Для виправлення ситуації султанським декретом від 9 березня 1857 було надано пільги новим поселенцям, і утворилися нові значні громади німців, італійців, балканських слов'ян, болгар, українців, росіян-старовірів, угорців, сирійців, курдів. Значна частина цих громад поступово румунізувалася.

## Формування кордонів
Згідно з Хотинським договором 9 жовтня 1621 між Річчю Посполитою та Османською імперією сторони відмовлялися від встановлення лінії кордону на відрізку прикордоння між Брацлавським воєводством і Подільським воєводством — з одного боку, та О.-С.е. — з другого, визнаючи північну частину останнього «Диким полем» — буферною зоною, господарське використання якої (без заснування поселень) дозволено для населення обох держав. Але традиційно північним кордоном О.-С.е. з Річчю Посполитою вважалася р. Ягорлик. У 1670-х рр. встановлено кордон О.-С.е. з Молдавським князівством («кордон Халіл-паші»): від гирла р. Прут до с. Троян, звідси — до р. Ботна й до гирла р. Бик. 1705 в результаті роботи т. зв. Межової комісії Російської та Османської імперій було визначено міждержавний кордон на відрізку прикордоння між Вольностями Війська Запорозького низового — з одного боку, та О.-С.е. — з другого: від місця впадіння р. Синюха в Південний Буг — до р. Дніпро.

## Розподіл території
За Белградським мирним договором 29 (18) вересня 1739 між Османською і Російською імперіями та протоколами й додатками до нього 1739—41 територія між нижніми течіями Дніпра й Півд. Бугу (т. зв. Ханська Україна) стала бар'єрною. Згідно з Кючук-Кайнарджійським мирним договором від 15 липня 1774, від Османської імперії до Кримського ханату було передано частину О.-С.е. між нижніми течіями Півд. Бугу та Дністра (Єдисан), окрім м. Очаків з округою, а до Російської імперії — територію між нижніми течіями Дніпра і Півд. Бугу та м. Кінбурн. Згідно з Айнали-Кавакською конвенцією 10 березня 1779 між Російською та Османською імперіями до Османської імперії від Кримського ханату відійшла територія між нижніми течіями Півд. Бугу та Дністра (Єдисан). Згідно з Ясським мирним договором від 29 грудня 1791 (за н. ст. — 9 січня 1792) між Російською і Османською імперіями, кордон між ними встановлювався по р. Дністер, до Росії відійшла територія Єдисану та м. Очаків, зайнята російськими військами ще 1788. Згідно з Бухарестським мирним договором 28 (16) травня 1812 між Російською та Османською імперіями новий кордон між ними встановлювався по р. Прут, до Росії відійшла, серед іншого, частина території О.-С.е. між Дністром, Прутом та Дунаєм — Буджак, а також територія Бендерського санджаку. Згідно з Адріанопольським мирним договором 14 (2) вересня 1829 між Російською та Османською імперіями до Росії відійшла також уся дельта Дунаю. Згідно з багатостороннім Паризьким мирним договором 30 (18) березня 1856 Росія повернула Османській імперії дельту Дунаю. Згідно з багатостороннім Берлінським договором 13 (1) липня 1878 до Російської імперії відійшла півн. (ліва) частина дельти Дунаю, обмежена його Кілійським гирлом, півн. частина новоствореного Дунайського вілайєту (більшість Добруджі) відійшла до Румунії, а півд. частина разом з м. Сілістра — до Болгарського князівства під османським протекторатом.